# Nate Parker

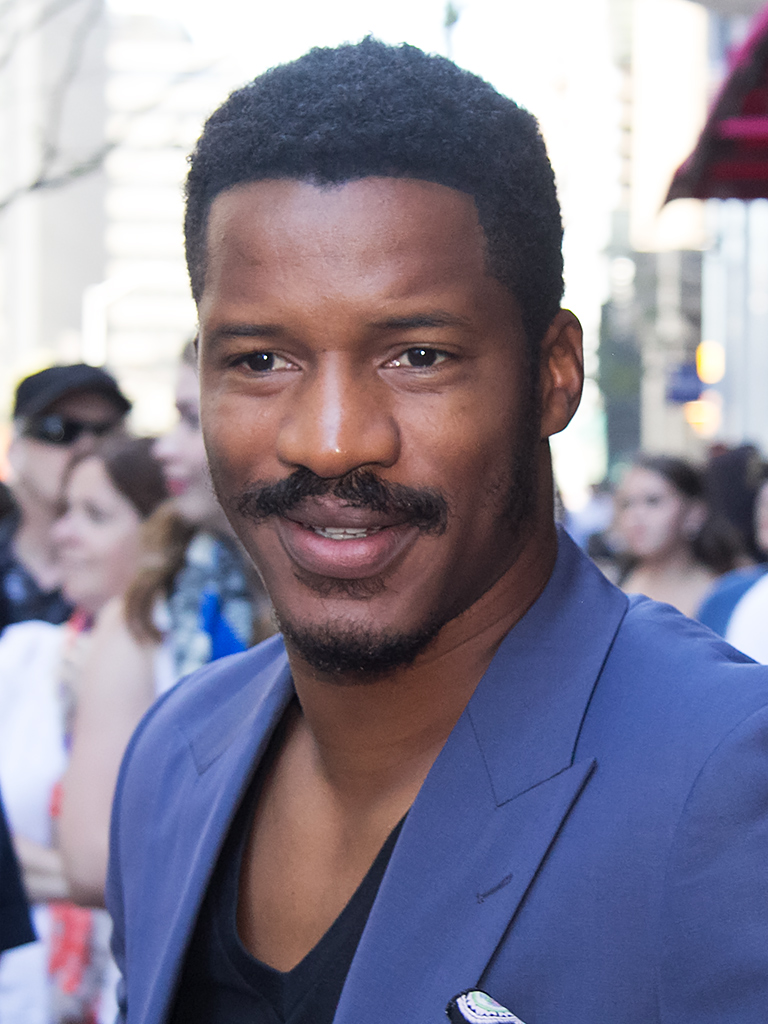
Nate Parker beim Toronto International Film Festival 2014

Nate Parker (* 18. November 1979 in Norfolk, Virginia) ist ein US-amerikanischer Filmschauspieler, Regisseur, Produzent, Drehbuchautor und politischer Aktivist.

## Leben und Ausbildung
Vor seiner Karriere als Schauspieler fing Parker an der Princess Anne High School in Virginia Beach mit dem Ringen an. In der Virginia-Highschool-Liga belegte er den dritten Platz. Von 1997 bis 1998 war Parker Mitglied im Kader des Great Bridge Wrestling Teams und Landesmeister in der Gewichtsklasse bis 61 kg. Hiernach erhielt Parker ein Stipendium an der Pennsylvania State University. Im Jahr 1999 wurden Parker und sein Zimmernachbar beschuldigt, eine Kommilitonin vergewaltigt zu haben.
2003 erwarb er einen Abschluss als Programmierer an der University of Oklahoma und arbeitet in diesem Bereich, bis eine Modelagentur auf einer Model-Messe in Dallas auf ihn aufmerksam wurde.
Parker ist seit 2007 mit Sarah DiSanto verheiratet, die er während seiner Zeit an der Pennsylvania State University kennenlernte. Die beiden haben vier gemeinsame Töchter. Parker lebt in Los Angeles.

## Filmkarriere
Von Denzel Washington erhielt Parker 2007 die Rolle von Henry Lowe im Film The Great Debaters. Der Film beruht auf einer wahren Begebenheit, bei der 1935 Studenten des Wiley College die amtierenden Meister des nationalen Debattierwettbewerbs besiegen konnte. Um sich auf diese Rolle vorzubereiten, schrieb er einen Aufsatz über Lowe und las die Werke von James Joyce, D. H. Lawrence, W. B. Yeats, Countee Cullen und Langston Hughes. Im Film Die Bienenhüterin spielte Parker 2008 das Love Interest der Protagonistin. Im Film Blood Done Sign My Name übernahm Parker 2010 die Rolle des afroamerikanischen Bürgerrechtlers Benjamin Chavis. 2014 übernahm Parker die männliche Hauptrolle im Film Beyond the Lights von Regisseurin Gina Prince-Bythewood.
Im Jahr 2014 kündigte Parker an, dass er an einem Film über den Sklaven Nat Turner, der ein Held für viele Afro-Amerikaner wurde, arbeite und er den Film The Birth of a Nation nennen wolle, was eine ironische Anspielung auf den als rassistisch verrufenen Film The Birth of a Nation aus dem Jahr 1915 sein soll. Der Film, der Parkers Regiedebüt ist, feierte am 25. Januar 2016 beim Sundance Film Festival seine Premiere und wurde im Rahmen der Preisverleihung mit dem Großen Preis der Jury und dem Publikumspreis ausgezeichnet. Zudem sicherte sich Fox Searchlight für ein Gebot von 17,5 Millionen US-Dollar die weltweiten Rechte für den Film, was den bis dahin größten Vertragsabschluss in der Geschichte des Sundance Film Festivals darstellte. Im März 2016 wurde bekannt, dass Parker im April 2016 im Rahmen der CinemaCon von der National Association of Theatre Owners, der Vereinigung der US-amerikanischen Kinobesitzer, für seine Arbeit an dem Film als Breakthrough Director of the Year ausgezeichnet werden soll. Im Januar 2017 erhielt Parker für seine Arbeit eine Nominierung für den Directors Guild of America Award.
Anfang März 2016 wurde bekannt, dass Parker die Arbeiten am Drehbuch für eine filmische Adaption der Memoiren der ESPN-Produzentin Lisa Fenn mit dem Titel Carry On übernehmen wird. Es geht im Film um behinderte Judoka und Wrestler wie Dartanyon Crockett und Leroy Sutton und deren Teilnahme bei den Paralympics. Parker sammelte selbst vor seiner Filmkarriere Erfahrungen im Wrestling.
Nachdem im Januar 2016 die Nominierungen im Rahmen der Oscarverleihung bekannt gegeben wurden, war die #OscarsSoWhite-Diskussion begonnen worden. Hiernach wurde bekannt gegeben, dass neue Regeln eingeführt werden sollen, um die Zahl von Frauen und Angehörigen ethnischer Minderheiten innerhalb der Academy of Motion Picture Arts and Sciences bis 2020 zu verdoppeln. Am 29. Juni 2016 wurden von der Academy 683 Persönlichkeiten als Neumitglieder eingeladen, unter denen sich auch Nate Parker als neues Akademiemitglied befand.

## The Nate Parker Foundation
Nach der Tötung von Michael Brown in Ferguson überlegte Parker, wie er seine Bekanntheit nutzen könnte, um auf die dortigen Ereignisse aufmerksam zu machen. Parker beschloss, eine Organisation zu schaffen, die sich um eine Bewältigung gesellschaftlicher Ungerechtigkeiten bemüht, und gründete die Nate Parker Foundation. Die Mitarbeiter, die die Foundation leiten, wurden damit beauftragt, die Lebensqualität der schwarzen Bevölkerung durch Bildung, kulturelle Bereicherung, soziale Gerechtigkeit und wirtschaftliche Teilhabe zu verbessern. Die Stiftung des öffentlichen Rechts sammelt Spenden, die für die monetäre und technische Unterstützung verschiedenster lokaler Organisationen eingesetzt werden, die ihre Arbeit der Lebensverbesserung der schwarzen Gemeinde widmen und sich für eine Veränderung etablierter Machtstrukturen einsetzen. Wie Anfang April 2016 bekannt wurde, wird Parker im Rahmen der Tribeca Disruptive Innovation Awards des Tribeca Film Festivals 2016, die unter anderem Pioniere im Bereich der Fragen sozialer Gerechtigkeit und in Politikfeldern würdigen, am 22. April 2016 mit dem Theodore Parker Prize ausgezeichnet.

## Nate Parker School of Film, Drama and Theatre
Parker gründete 2016 an dem von der Methodist Episcopal Church privat betriebenen Wiley College im texanischen Marshall eine Film- und Schauspielschule. An dieser Universität, die vornehmlich Afroamerikaner unterrichtet, wolle Parker Studenten beibringen, die Geschichte Amerikas durch die Augen schwarzer Menschen zu erzählen. Parker hat am Wiley College auch das Nate Parker Summer Film Institute eingerichtet. Erste Studierende besuchten dieses im Juli 2016.

## Filmografie
- 2005: Cruel World
- 2005: Dirty
- 2007: The Great Debaters
- 2007: Pride
- 2008: Felon
- 2008: Tunnel Rats
- 2008: Die Bienenhüterin (The Secret Life of Bees)
- 2008: Rome & Jewel
- 2010: Blood Done Sign My Name
- 2012: Red Tails
- 2012: Arbitrage – Macht ist das beste Alibi (Arbitrage)
- 2012: Red Hook Summer
- 2013: The Saints – Sie kannten kein Gesetz (Ain't Them Bodies Saints)
- 2014: Non-Stop
- 2014: Alex: Eine Geschichte über Freundschaft (About Alex)
- 2014: Every Secret Thing
- 2014: Beyond the Lights
- 2014: Eden – Überleben um jeden Preis (Eden)
- 2016: The Birth of a Nation – Aufstand zur Freiheit (The Birth of a Nation, auch Regie)
- 2019: American Skin (auch Regie und Drehbuch)

## Auszeichnungen
Image Award

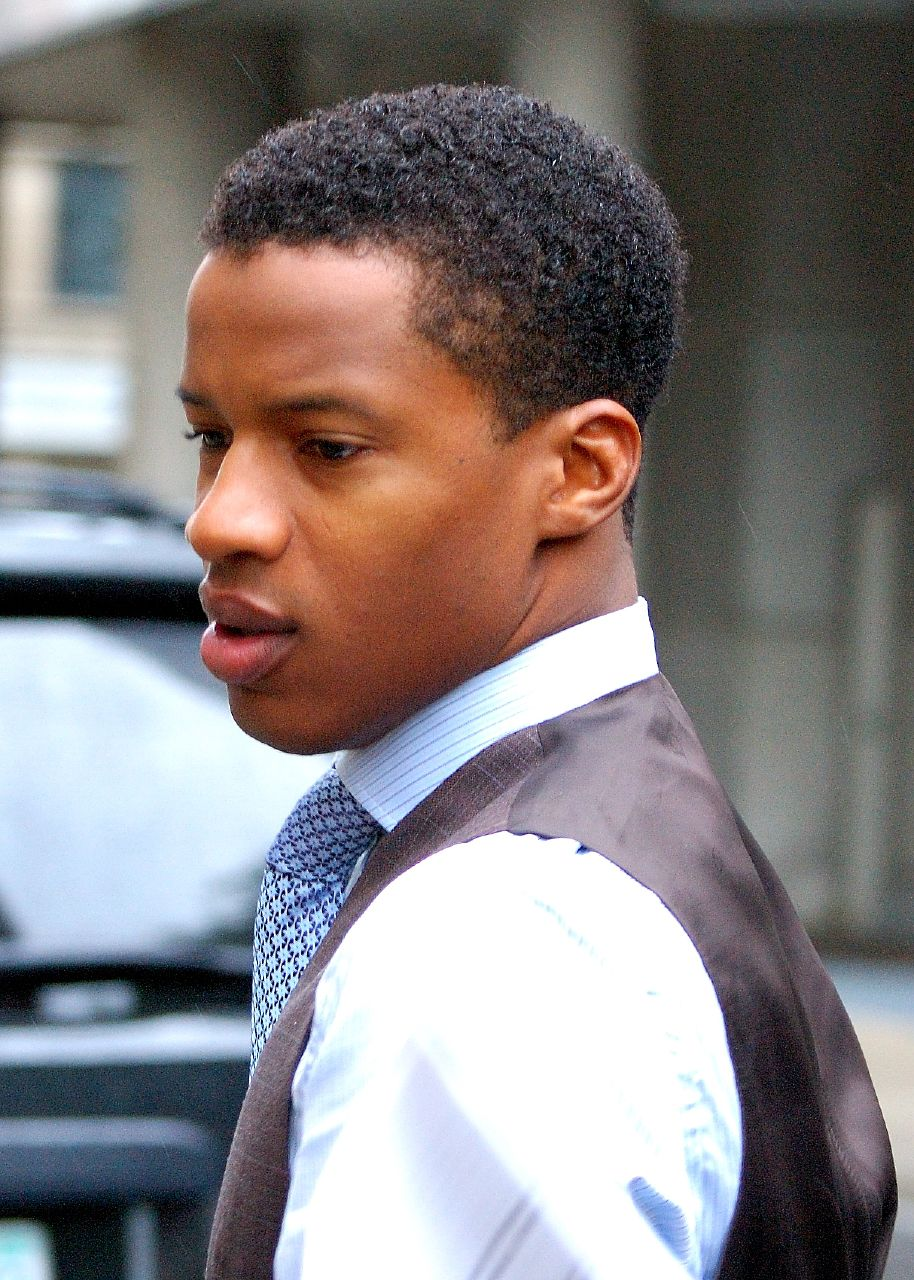
Nate Parker (2008)

- 2008: Nominierung als Bester Nebendarsteller (Film) in The Great Debaters
- 2009: Nominierung als Bester Nebendarsteller (Film) in Die Bienenhüterin
- 2015: Nominierung als Bester Hauptdarsteller (Film) in Beyond the Lights

Black Reel Award
- 2009: Nominierung als Teil des Besten Ensembles in Die Bienenhüterin
- 2015: Nominierung als Bester Hauptdarsteller (Film) in Beyond the Lights

African-American Film Critics Association (AAFCA)
- 2012: Auszeichnung mit dem AAFCA Award als Bester Nebendarsteller in Arbitrage

Hamptons International Film Festival
- 2012: Auszeichnung als Bester Nachwuchsdarsteller in Arbitrage

Sundance Film Festival
- 2016: Auszeichnung mit dem Großen Preis der Jury für den besten Spielfilm für The Birth of a Nation – Aufstand zur Freiheit (Regie und Produktion)
- 2016: Auszeichnung mit dem Publikumspreis für den besten Spielfilm für The Birth of a Nation – Aufstand zur Freiheit
- 2016: Auszeichnung mit dem Sundance Institute’s Vanguard Award[30]

CinemaCon
- 2016: Auszeichnung als Breakthrough Director of the Year für The Birth of a Nation – Aufstand zur Freiheit[31]

NAACP Image Award
- 2017: Nominierung als Bester Hauptdarsteller (The Birth of a Nation – Aufstand zur Freiheit)
- 2017: Nominierung als Outstanding Directing in a Motion Picture – (Film) (The Birth of a Nation – Aufstand zur Freiheit)[32]

Directors Guild of America Award
- 2017: Nominierung für die Beste Filmproduktion eines Spielfilmregiedebüts 2016 (The Birth of a Nation – Aufstand zur Freiheit)[33]